# Best of Accept
Best of Accept is, zoals de titel al aangeeft, een album met muzikale hoogtepunten van de Duitse band Accept.
Het is het eerste verzamelalbum van de band en bevat de beste Acceptnummers tot en met 1983. Het album kwam uit in 2004.

## Nummers
1. Burning (5:08)
2. Restless and Wild (4:12)
3. Son of a Bitch (3:44)
4. Breaker (3:35)
5. Do It (4:11)
6. I'm a Rebel (3:58)
7. China Lady (3:56)
8. No Time to Lose (4:35)
9. Princess of the Dawn (6:17)
10. Lady Lou (3:02)